# 联盟节

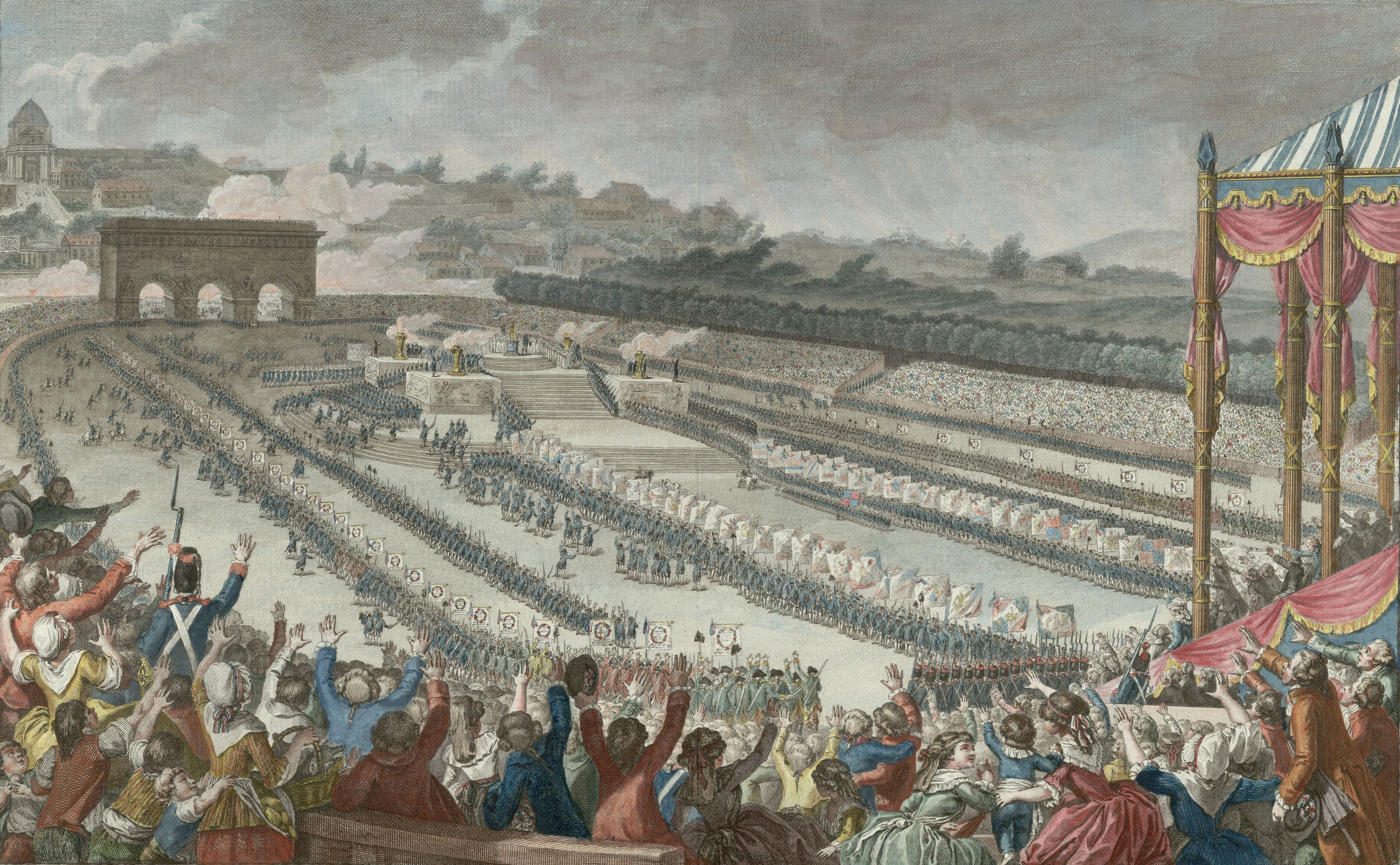
1790年联盟节

联盟节（法語：Fête de la Fédération），1790年，法国各地为纪念法国大革命而举办的大型节日，庆祝革命以及国家团结。此次活动是为了纪念1789年的革命和其他事件，这次革命和相关事件最终导致形成了新的国家政府，即由代议制议会领导的君主立宪制。1790年的首届庆典定于7月14日举行，因此这一天也恰逢攻占巴士底狱一周年纪念日，尽管庆祝活动本身与此事件并不相关。庆祝在巴黎战神广场举办，国王和皇后，议会成员及政府官员和大批民众都参与了此次庆典。期间，拉法耶特宣誓自己将"永远对国家，法律和国王忠诚；永远支持被议会通过，被国王同意的宪法。"他的军队，甚至国王和带着王储的王后也都宣了此誓。联盟节是大革命时期各政治派别最后一次团聚巴黎的活动。 
在革命相对平静的阶段，许多人认为该国的政治斗争已结束。这种想法得到了君主立宪派的鼓励，该节日也为国王路易十六设计了角色，尊重并维护王室的地位，同时强调他作为法国早期自由君主立宪制公民国王的新角色。此次节日活动最终平稳结束，在1789年至1790年分裂事件发生后，营造了一个国家团结的表象。